# Cythere lepralioides
Cythere lepralioides is een mosselkreeftjessoort uit de familie van de Cytheridae. De wetenschappelijke naam van de soort is voor het eerst geldig gepubliceerd door Brady.